# Otretschomsja ot starowo mira
Otretschomsja ot starowo mira (russisch Отречёмся от старого мира = Lasst uns die alte Welt verdammen), auch Рабочая Марсельеза (Rabotschaja Marseljesa, deutsch: „Arbeiter-Marseillaise“) genannt, war die russische Nationalhymne vom Februar bis zum November 1917, als Russland nach der Februarrevolution von der provisorischen Regierung unter Fürst Georgi Lwow und Alexander Kerenski regiert wurde. Sie blieb es bis zur Oktoberrevolution.
Die Melodie des Liedes ist erkennbar an die der Marseillaise angelehnt, wenngleich mit dieser nicht gänzlich identisch. Auch handelt es sich beim Text – von Pjotr Lawrow, erstmals veröffentlicht am 1. Juli 1875 – nicht um eine wörtliche Übersetzung der französischen Nationalhymne.

## Russischer Text
Отречёмся от старого мира!
Отряхнём его прах с наших ног!
Нам враждебны златые кумиры;
Ненавистен нам царский чертог!
Мы пойдём в ряды страждущих братий,
Мы к голодному люду пойдём;
С ним пошлём мы злодеям проклятья,
На борьбу мы его позовём:
Припев (Refrain):
Вставай, подымайся, рабочий народ!
Вставай на врагов, брат голодный!
Вперёд! Вперёд!
Раздайся, крик мести народной!
Богачи, кулаки жадной сворой
Расхищают тяжёлый твой труд,
Твоим потом жиреют обжоры;
Твой последний кусок они рвут.
Голодай, чтоб они пировали!
Голодай, чтоб в игре биржевой
Они совесть и честь продавали,
Чтоб ругались они над тобой!
Refrain
Тебе отдых -- одна лишь могила!
Каждый день -- недоимку готовь;
Царь-вампир из тебя тянет жилы;
Царь-вампир пьёт народную кровь!
Ему нужны для войска солдаты:
Подавай же сюда сыновей!
Ему нужны пиры да палаты:
Подавай ему крови твоей!
Refrain
Не довольно ли вечного горя?
Встанем, братья, повсюду зараз!
От Днепра и до Белого моря,
И Поволжье, и Дальний Кавказ!
На воров, на собак - на богатых!
Да на злого вампира-царя!
Бей, губи их, злодеев проклятых!
Засветись, лучшей жизни заря!
Refrain
И взойдёт за кровавой зарёю
Солнце правды и братства людей.
Купим мир мы последней борьбою,
Купим кровью мы счастье детей.
И настанет година свободы,
Сгинет ложь, сгинет зло навсегда,
И сольются в едино народы
В вольном царстве святого труда...
Refrain

## Transkription
Otretschomsja ot starowo mira!
Otrjachnjom jewo prach s naschich nog!
Nam wraschdebny slatyje kumiry;
Nenawisten nam zarski tschertog!
My poidjom w rjady straschduschtschich brati,
My k golodnomu ljudu poidjom;
S nim poschljom my slodejam prokljatja,
Na borbu my jewo posowjom:
Wstawai, podymaisja, rabotschi narod!
Wstawai na wragow, brat golodny!
Wperjod! Wperjod!
Rasdaisja, krik mesti narodnoi!
Bogachi, kulaki schadnoj swworoj
Raschischtschajut tjaschjolyj twoj trud,
Twoim potom schirejut obschory;
Twoj poslednij kusok oni rwut.
Golodaj, schtob oni pirowali!
Golodaj, schtob w igre birschewoj
Oni sowest i tschest prodawali,
Schtob rugalis oni nad toboj!
Refrain
Tebe otdych -- odna lisch mogila!
Kaschdyj den -- nedoimku gotow;
Zar-wampir is tebja tjanet schily;
Zar-wampir pjot narodnuju krow!
Jemu nuschny dlja wojska soldaty:
Podawaj sche sjuda synowej!
Jemu nuschny piry da palaty:
Podawaj emu krowi twojej!
Refrain
Ne dowolno li wetschnowo gorja?
wstanem, bratja, powsjudu saras!
Ot Dnepra i do Belogo morja,
I Powolschje, i Dalnij Kawkas!
Na worow, na sobak - na bogatych!
Da na slowo wampira-zarja!
Bej, gubi ich, slodejew prokljatych!
saswetis, lutschej schisni sarja!
Refrain
I wsojdjot sa krowawoj sarjoju
Ssolnze prawdy i bratstwa ljudej.
Kupim mir my poslednej borboju,
Kupim krowju my stschastje detej.
I nastanet godina swobody,
Sginet losch, sginet slo nawsegda,
I soljutsja w edino narody
w wolnom zarstwe swjatogo truda...
Refrain

## Übersetzung
Lasst uns die alte Welt verdammen!
Lasst uns ihren Staub von den Füßen schütteln!
Wir sind Feinde der goldenen Abgötter,
Wir verabscheuen die Herrscherpaläste!
Unter die leidenden Brüder wollen wir uns begeben,
Zu dem hungernden Volk werden wir gehen;
Mit ihm zusammen werden wir den Missetätern fluchen
Und werden es aufrufen, mit uns zu kämpfen:
Steh auf, erhebe dich, Arbeitervolk!
Steh auf gegen den Feind, hungernder Bruder!
Vorwärts! Vorwärts!
Lass den Schrei der Rache des Volkes ertönen!
Die Reichen, die Ausbeuter, die gierige Meute
Berauben dich deines Werkes so hart,
In deinem Schweiße verfetten die Gierigen,
Sie reißen dein letztes Stück Brot.
Hungere, damit sie feiern,
Hungere, damit im Börsenspiel
Sie verkaufen Gewissen und Ehre
Und damit verspotten sie dich.
Refrain
Dir die Ruhe ist nur das Grab,
Jeden Tag hab die Schulden bereit,
Der Zar, der Vampir zieht aus dir die Adern,
Der Zar, der Vampir trinkt des Volkes Blut.
Er braucht fürs Heer Soldaten,
Also gib deine Söhne ihm her!
Er braucht Feste und Säle,
Also gib ihm her dein Blut!
Refrain
Ist es des ewigen Leids nicht genug?
Stehet auf, Brüder, überall zugleich!
Vom Dnepr bis zum Weißen Meer,
Und die Wolgaregion, und der ferne Kaukasus!
Gegen die Diebe, die Hunde -- die Reichen
Und den bösen Vampir, den Zar!
Schlage, töte sie, die verfluchten Verbrecher!
Erleuchte, des besseren Lebens Dämmerung!
Refrain
Und es geht auf hinter der blutigen Dämmerung
Die Sonne der Freiheit und der Brüderlichkeit der Menschen.
Lasst die Welt mit dem letzten Kampf uns erkaufen,
Lasst mit dem Blut Glück der Kinder erkaufen.
Und es bricht an die Ära der Freiheit,
Es verschwindet die Lüge, das Böse für immer,
Und vereinen sich zum einen die Völker
Im freien Reich der heiligen Arbeit...
Refrain